# Щерчовский сельсовет
Щерчовский сельсовет (бел. Шчарчоўскі сельсавет) — административная единица на территории Пружанского района Брестской области Белоруссии.

## Состав
Щерчовский сельсовет включает 22 населённых пунктов:
- Александровка — деревня.
- Блажки — деревня.
- Броды — деревня.
- Вежное — хутор.
- Вишня — деревня.
- Голосятино — деревня.
- Гончары — деревня.
- Дедовка — деревня.
- Зосин Большой — деревня.
- Зосин Малый — деревня.
- Казаки — деревня.
- Котылы — деревня.
- Подолесье — деревня.
- Старуны — деревня.
- Стойлы — деревня.
- Тарасы — деревня.
- Тимоховщина — деревня.
- Хидры — деревня.
- Хитевщина — деревня.
- Чабахи — деревня.
- Щербы — деревня.
- Щерчово — агрогородок.